# Germiyan

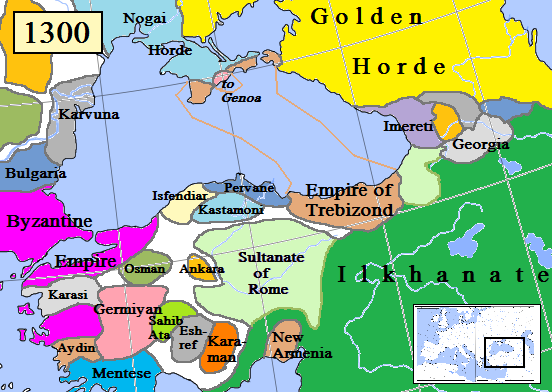
Beylik di Germiyan (rosa chiaro) nel 1300.

Il Principato (o beylicato (beylik), emirato) di Germiyan prende il nome da una delle maggiori dinastie turcomanne, i Germiyanidi, 
che si stabilirono in Anatolia alla fine del sultanato selgiuchide di Rum. 
Le fonti storiche citano spesso l'anno 1283 come data di fondazione di questo emirato. 
La dinastia cadde nella seconda parte del periodo noto come l'epoca dei Beilikati turchi d'Anatolia.

## Storia
I Germiyanides derivano probabilmente da una tribù Oghuz della branca dei Afşar. 
Sotto la pressione dei Mongoli, la tribù avrebbe lasciato la regione di Fars e Kerman, forse nello stesso periodo dell'ultimo Chah di Khwarezm (dell'Impero Corasmio Khwârazm-Shahs) Jalâl al-Dîn. 
Nel 1231, alla morte di quest'ultimo, i Germiyanides vengono poi segnalati nell'Anatolia intorno a Malatya. 
Sono stati probabilmente costretti a migrare verso l'area di Kütahya sempre sotto la spinta dei Mongoli.
Riusciranno a conquistare la propria indipendenza contro l'ultimo sultano selgiukide del Sultanato di Rum Ghiyâth al-Dîn Masud II e contro i Mongoli.

### Kerimeddin Alişîr
Nel 1264, il fondatore della dinastia Kerimeddin 
Alişîr 
muore e lascia il posto a suo figlio Yakub I.

### Yakub I
Nel 1286, i Germiyanides prendono possesso dei territori ovest di quelli che sono sotto la dominazione dei Selgiuchidi e degli Ilkhanidi. 
Il Selgiuchide Masud II attacca i Germiyanides con un esercito composto da Mongoli e da Selgiuchidi. 
Dopo una vittoria è respinto e costretto alla ritirata. 
L'anno seguente torna all'attacco.
È ancora vittorioso, ma una volta avviato il rientro i Germiyanides continuano ad attaccarlo. 
I due belligeranti cercano un accordo, ma lotta continua fino al 1290. 
Più tardi, nel 1299, un accordo viene trovato con i Selgiuchidi, anzi con i loro sovrani Ilkhanidi: Ankara diventa un possedimento dei Germiyanides che prendono il titolo di Bey. 
I Germiyanides divenuti sicuri sulle frontiere ad Est, si apprestano ad attaccare l'Impero bizantino a Ovest per ingrandire i territori a loro sottomessi.
Nel 1308, Aydınoğlu Mehmed, comandante germiyanides conquista Birgi, che diviene indipendente. 
Birgi diventa la capitale dell'emirato di Aydın.
 
Assume il titolo di Mubarizalsîn Gazi Mehmed.
Nel 1313, Saruhan, un altro comandante germiyanide instaura la sua dinastia dei Saruhanidi in Lidia con capitale Magnesia ad Sipylum (attuale Manisa).
L'anno successivo Chupan (in turco: Çoban), rappresentante dell'ultimo grande Ilkhan della Persia Abu Saïd Bahadur, invade l'Anatolia con un potente esercito mongolo. 
I Germiyanides e i loro vassalli gli vanno incontro per porgere fedeltà e sottomettersi.
L'emirato di Germiyan diventa la seconda potenza regionale con il Principato di Karaman. 
Diversi Beylicati riconoscono la sua sovranità, e persino i Bizantini gli pagano un tributo. 
I Bey di Aydın, di Ladik (Denizli), di Karasi e probabilmente anche quello di Saruhan sono vassalli dei Germiyanides. 
I fondatori di questi principati sono dei funzionari governativi dei Germiyanides.
I discendenti di Sahip Ata che regnano a Afyonkarahisar, sono contrari a sottomettersi ai Germiyanides per mantenere qualche autonomia. 
Gli Hamididi di Pisidia si avvicinano ai Germiyanides per proteggersi dai Karamanidi. 
A quel tempo i Bizantini consideravano il Beylicato di Germiyan come il più potente dell'Anatolia.
Gli emirati di Karaman e di Germiyan si contendono l'uno con l'altro l'eredità dei Seldjoukidi ed entrambi vogliono instaurare uno Stato forte capace di sottomettere i ghazi (baroni e cavalieri musulmani, frontalieri delle marche bizantine). 
I principi di Germiyan rifiutano di chiamare se stessi ghazi, ma cercano di mettere in ordine - inquadrare - i loro numerosi vassalli ghazi, essendo la maggior parte di loro in origine dei capi militari dell'emirato di Germiyan.

### Mehmed
(1325-1361) - Mehmed Germiyan conquista Kula annettendola al beylik Germiyan-oghullari.

### Süleyman Şah
Dal 1360, i principi di Germiyan vedono i loro originari vassalli fondare attorno a loro degli emirati, sovente costieri, che privano l'emirato di Germiyan dell'accesso al Mar Egeo. 
Di conseguenza anche per questo il proprio potere declina.
L'inizio del regno di Süleyman Şah Adil è pacifico. 
Si allea a fianco di Ilyas, bey degli Hamididi nelle sue battaglie contro i Karamanidi, che lo porta a scontrarsi direttamente coi Karamanidi. 
Con questa situazione, Süleyman si avvicina agli Ottomani. 
Nel 1378
, da sua figlia Devlet (o Dawla) 
in sposa a Bayezid figlio ed erede presunto del Sultano ottomano Murad I. 
Nel 1381, Kütahya, Simav e Tavşanli sono cedute agli ottomani a titolo di dote di Devlet. 
I Germiyanidi ripiegano su Kula. 
Bayezid si insedia a Kütahya e diventa il rappresentante degli interessi ottomani nell'Anatolia orientale. 
Si fregia nelle sue rapide scorrerie del titolo di Yıldırım (Il fulmine). 
Riporta una vittoria contro i Karamanidi nel 1386.

### Yakub II ( 1387-1390 )
Come nel 1389, i principi turchi dell'Anatolia, compresi quelli dei due principali emirati Germiyan e Karaman, cominciano a ribellarsi contro le ambizioni della dinastia ottomana. 
Quest'anno Bayezid diventa Sultano dopo la morte del padre Murad I nella battaglia del Kosovo Polje.
Nel 1390, il sultano ottomano Bayezid I riesce, attraverso la dote del suo matrimonio con la principessa Devlet di Germiyan, ad annettere un vasto territorio dei principi di Germiyan. 
Dall'unione con Devlet di Germiyan, Bayezid I avrà un figlio, Mehmed, che gli succederà sul trono ottomano con il titolo di Mehmet I. 
Ma la fortuna aiuta ancora Yakub II, quando Tamerlano gli restituisce dei territori dopo la sua vittoria nella battaglia di Ankara nel 1402. 
un'alleanza fruttuosa con gli Ottomani gli permette di difendere i possedimenti contro le ambizioni dei Karamanidi e poi di mantenerli sotto la protezione di Mehmet I e poi di Murad II.
Dopo il 1425, Yakub II si sposa a una figlia del sultano ottomano Mehmed I.
Nel 1429, dopo la morte di Yakub II, il beylicato di Germiyan cade completamente sotto la dominazione ottomana.

## Eredità
La dinastia dei Germiyan è ancora riconosciuta in Turchia come la vera dinastia dei principi reali turchi nei loro modi e tradizioni, al contrario dei sovrani ottomani che le hanno abbandonate a beneficio degli apporti culturali europei, persiani e arabi.
Ma a seguito dei loro intrecci matrimoniali coi sultani ottomani, i principi di Germiyan hanno paradossalmente fatto dei loro discendenti gli eredi dei loro prestigiosi rivali ottomani.

## La testimonianza di Ibn Battûta
In uno dei suoi numerosi viaggi, Ibn Battûta evoca il suo viaggio in Asia minore, all'epoca occupata dagli emiri turcomanni. 
Egli temeva i briganti di Djermiyan, noti per la loro aggressività. 
Nella sua introduzione ai viaggi di Ibn Battûta, Stéphane Yérasimos modifica fortemente il punto di vista del grande viaggiatore arabo: I Germiyanoglu non erano più briganti degli altri, perché loro stessi formavano un emirato, il solo che Ibn Battûta afferma di non aver visitato
Stéphane Yérasimos ancora ricorda l'Emirato di Germiyan che "la sua potenza e aggressività, attestato anche da altre fonti, sono probabilmente la fonte della sua reputazione come raccontata da Ibn Battûta". 
Infine egli conferma che l'accerchiamento e la mancanza di sbocchi al mare hanno condannato irrimediabilmente l'Emirato di Germiyan all'inattività a all'impossibilità di sviluppare traffici e quindi al declino.
Ma Stéphane Yérasimos indica che Ibn Battûta, al suo arrivo a Lâdik (l'antica Laodicea al Lico nei pressi dell'odierna Denizli), si è incontrato con un sovrano della famiglia dei Germiyanoglu verso il quale egli non trova nulla da criticare.

## La dinastia

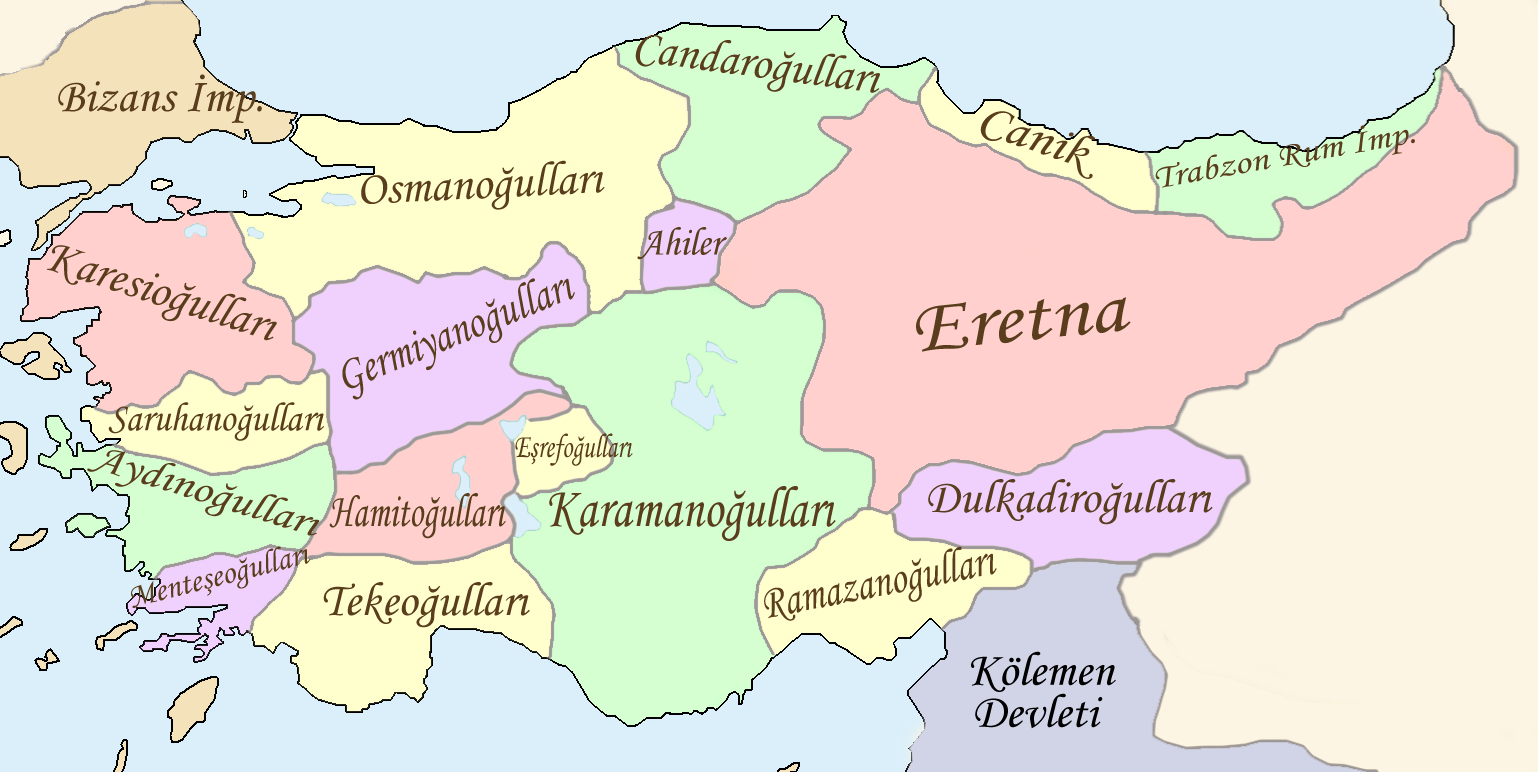
Carta dei beylikati d'Anatolia formatisi dopo la Battaglia di Köse Dağ.

| Date      | Nome                                                                                  | Nome turco                                                                            | Figlio di                                                                             |                                                                                       |
| --------- | ------------------------------------------------------------------------------------- | ------------------------------------------------------------------------------------- | ------------------------------------------------------------------------------------- | ------------------------------------------------------------------------------------- |
| 1260-1264 | Karîm al-Dîn 'Alî Şîr                                                                 | Kerimeddin Alişîr                                                                     |                                                                                       | Fondatore della dinastia.                                                             |
| 1264-1325 |                                                                                       | Yakub I                                                                               | Alişîr                                                                                |                                                                                       |
| 1325-1360 |                                                                                       | Mehmed                                                                                |                                                                                       |                                                                                       |
| 1360-1387 | Damad Sulayman Shah Âdil                                                              | Süleyman Şah (Âdil)                                                                   | Mehmed                                                                                | Sposato con la figlia del Sultano ottomano Mehmed I                                   |
| 1387-1390 |                                                                                       | Yakub II                                                                              | Süleyman Şah                                                                          |                                                                                       |
| 1390-1402 | Annessione all'Impero ottomano per matrimonio della figlia di Yakub II con Bayezid I. | Annessione all'Impero ottomano per matrimonio della figlia di Yakub II con Bayezid I. | Annessione all'Impero ottomano per matrimonio della figlia di Yakub II con Bayezid I. | Annessione all'Impero ottomano per matrimonio della figlia di Yakub II con Bayezid I. |
| 1402-1429 |                                                                                       | Yakub II                                                                              | Süleyman Şah                                                                          | Restaurato da Tamerlano.                                                              |
| 1429      | Annessione definitiva all'Impero ottomano.                                            | Annessione definitiva all'Impero ottomano.                                            | Annessione definitiva all'Impero ottomano.                                            | Annessione definitiva all'Impero ottomano.                                            |

## Geografia
L'odierna provincia turca di Kütahya era chiamata la sub-provincia (sanjak) e successivamente provincia (vilayet) di Germiyan fino ai primi anni della Repubblica di Turchia, quando è stata rinominata dopo il suo centro storico.
La dinastia fondatrice del beylik ha prodotto discendenti che si sono distinti sia sotto l'Impero ottomano che nella Turchia attuale, un esempio noto di questi è nel XIX secolo il Gran Visir Abdurrahman Nureddin Pascià, (maggio-luglio 1882).